# Olle Palmlöf
Nils Olof (Olle) Palmlöf, född 7 oktober 1972 i Stockholm, är en svensk radiopratare, TV-programledare och TV-producent.

## Biografi
Olle Palmlöf är son till rektor Bengt Palmlöf och läraren Inga Palmlöf och växte upp i Hässelby, Stockholm. Palmlöf slog igenom 1999 i radioprogrammen Pippirull och PKK i Sveriges Radio P3, där han med bland andra Bobbo Krull, Kjell Eriksson och Mårten Andersson gjorde underhållning av att ringa upp olika kända människor i provokativt syfte.
Hans TV-karriär inleddes 2003 med programmet CP-magasinet i SVT tillsammans med Jonas Franksson, för vilket de erhöll Stora Journalistpriset 2004 i kategorin Årets Förnyare. Under 2004 och 2005 var han programledare för Faktum i SVT och sommaren 2005 var han tillbaka i P3 under två veckor, som Annika Lantz ersättare i Lantz i P3, då kallat Palmlöf i P3. 2005 blev han hårt kritiserad när han gjorde en krönika där han sågade giriga hockeyspelare.
År 2006 ledde Palmlöf samhällsprogrammet Böglobbyn i SVT tillsammans med Sverker Åström. 
År 2011 tävlade han i SVT:s På spåret tillsammans med Kerstin Brunnberg och gick vidare till kvartsfinal. År 2016 var han tillsammans med Belinda Olsson programledare för debattprogrammet Opinion live på SVT1.
På senare år har Palmlöf framför allt varit verksam som producent för olika TV-program, till exempel Mästarnas mästare, Sommarkväll, Kulturfrågan Kontrapunkt, Helt lyriskt, Bara sport och Muren. 
Sedan 2021 och alltjämt (2025) är Palmlöf verksam som radiopratare i podcasten Ekstedt Sport, tillsammans med sportjournalisten Mats Strandberg och programledaren Jesper Ekstedt.